# Lev XI.
Lev XI. (2. června 1535 Florencie – 27. dubna 1605 Řím), rozený Alessandro Ottaviano de' Medici, byl papežem od 1. dubna 1605 do 27. dubna téhož roku.

## Život
Jeho matka, Francesca Salviati, byla dcerou Giacoma Salviatiho a Lucrezie de' Medici, sestry Lva X., zatímco jeho otec, Ottaviano, byl vzdálený příbuzný rodu Medici. Stal se knězem a Cosimo I de' Medici, velkovévoda toskánský, jej poslal jako velvyslance k papeži sv. Piu V.; tuto funkci zastával patnáct let. Řehoř XIII. jej jmenoval biskupem v Pistoi roku 1573, arcibiskupem ve Florencii roku 1574, a kardinálem roku 1583.
Roku 1596 jej Klement VIII. poslal jako legáta do Francie, kde byla královnou Marie Medicejská. Alessandro byl přítelem a stoupencem Filipa Neriho.

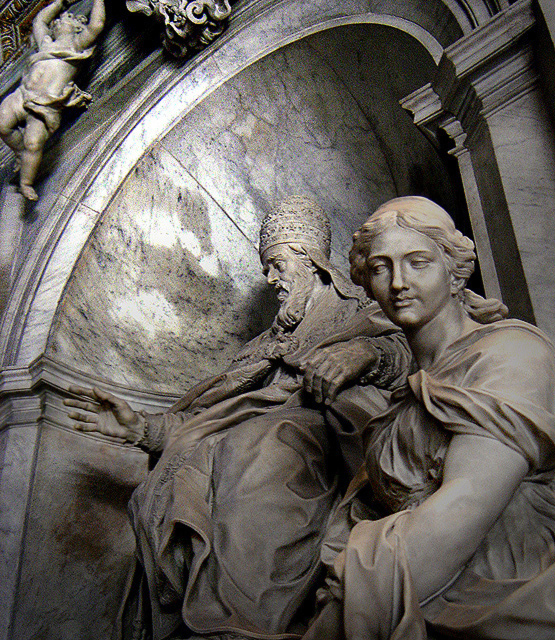
Papežův náhrobek v Svatopetrské bazilice, od Alessandra Algardiho.

14. března 1605, jedenáct dní po smrti Klementa VIII., 62 kardinálů začalo volit papeže. Prominenty mezi kandidáty byli Baronius a Roberto Bellarmino. Ale Aldobrandini, vůdce italských kardinálů společně s francouzskými kardinály prosadil zvolení Alessandra proti přání krále Filipa III. 1. dubna 1605 dosedl Alessandro na papežský stolec ve věku téměř sedmdesáti let. Ihned po svém jmenování onemocněl a během měsíce zemřel.
Získal přezdívku Papa Lampo (papež blesk) pro krátkost svého pontifikátu.
Mramorový náhrobek na jeho hrobě v svatopetrské bazilice vytvořil Alessandro Algardi. Byla to jeho první větší zakázka v Římě a objednal si ho v roce 1634 papežův prasynovec, kardinál Roberto Ubaldini.